# 杰克·乔治
小约翰·埃德温·乔治（英語：John Edwin George Jr.，1928年11月13日—1989年1月30日），美国NBA联盟的前职业篮球运动员。